# Calceolaria tucumana
Calceolaria tucumana là một loài thực vật có hoa trong họ Calceolariaceae. Loài này được Descole mô tả khoa học đầu tiên năm 1942.